# Chrysocraspeda dehonorata
Chrysocraspeda dehonorata là một loài bướm đêm trong họ Geometridae.